# هنري أوستين
هنري أوستين (بالإنجليزية: Henry Austin)‏ هو مهندس معماري أمريكي، ولد في 4 ديسمبر 1804 في هامدن في الولايات المتحدة، وتوفي في 17 ديسمبر 1891 في نيو هيفن في الولايات المتحدة.